# Make Me (Cry)
 "Make Me (Cry)" é o primeiro single gravado pela atriz e cantora americana Noah Cyrus. Possui vocais do produtor, cantor e compositor inglês Labrinth, e foi lançado em 15 de novembro de 2016. A música foi escrita por Cyrus e Labrinth, com a produção realizada por este último.

## Atencedentes
Em entrevista a revista V, Cyrus disse sobre a música: "Foi realmente uma conversa. Labrinth tinha um refrão e então começamos idas e vindas escrevendo letras juntos. Tornou-se um amor tóxico e foi quando eu fiquei tipo 'Lab, não tem como eu fazer isso sem você'. Foi tão orgânico, e acho que isso aparece no vídeo porque é muito real. Eu acho legal porque eles estão dormindo o tempo todo e você está tentando entrar nessa pessoa e eles simplesmente não estão ouvindo você. O vídeo realmente explica a música."

## Recepção da crítica
A editora De Elizabeth, da revista Teen Vogue  apelidou-a de "uma balada poderosa que ressoa com quem sofreu com um coração partido" e continuou dizendo que "a música parece reforçar a ideia de que às vezes você pode ser solitário, mesmo quando você está em um relacionamento, e que estar com alguém às vezes pode criar mais dor do que ficar sozinho ".  Deepa Lakshmin, da MTV, afirmou que os vocais de Noah "soam terrivelmente semelhantes aos de Miley por volta de 2008. Make Me (Cry) é uma música sobre o amor que é tudo menos fácil ", além de chamá-la de "dueto emocional" e "a música perfeita para términos".  Kendall Fish, do E! Online, disse que a música é "muito mais diferente do que o primeiro hit inspirado no pop da maioria dos artistas - incluindo o de Miley - porque segue uma batida mais lenta com um tema relacionado a amor tóxico e um coração partido". Ian David Monroe, da revista V, afirmou "enquanto Cyrus pode ser jovem, a faixa em si parece tudo menos isso, com letras emocionalmente maduras e um som totalmente adulto. É um começo impressionante para um artista com muitos potenciais e lança as bases para que sua carreira inicie em qualquer direção que ela escolher. Com vocais poderosos e uma visão forte (atributos que parecem estar presentes na família), Noah Cyrus pode ter agora o mundo da música na ponta dos dedos." 

## Vídeo de música
Um videoclipe da música, dirigido por Sophie Muller, foi lançado em 22 de novembro de 2016. De Elizabeth, da Teen Vogue, descreveu o videoclipe: "O vídeo mostra os dois cantores acordando em suas respectivas camas com seus parceiros que aparentemente estão desinteressados em seus afetos. Em cenas alternadas, vemos a tristeza de Noah, e depois a de Labrinth, e vice-versa, enquanto cantam sobre seus companheiros. Quando a música atinge o clímax, o vídeo entra em uma tela dividida para que possamos ver Noah e Labrinth ao mesmo tempo - e sua fúria no apartamento lhe dará uma forte sensação de 'Wrecking Ball'. O vídeo termina em silêncio enquanto Noah e Labrinth atravessam seus apartamentos, sentando-se sem palavras. " 
Desde janeiro de 2018, o videoclipe no YouTube acumulou mais de 106 milhões de visualizações desde o seu lançamento em 22 de novembro de 2016. 

## Lista de músicas
| Download Digital |                                            |         |  |
| N.º              | Título                                     | Duração |  |
| 1.               | "Make Me (Cry)" (participação de Labrinth) | 4:02    |  |

| Download digital – Versão acústica |                                                              |         |  |
| N.º                                | Título                                                       | Duração |  |
| 1.                                 | "Make Me (Cry)" (participação de Labrinth) (Versão Acústica) | 3:52    |  |

| Download digital – Marshmello Remix |                                                         |         |  |
| N.º                                 | Título                                                  | Duração |  |
| 1.                                  | "Make Me (Cry)" (featuring Labrinth) (Marshmello Remix) | 3:24    |  |

## Histórico de lançamentos
| Região         | Encontro                | Formato                             | Rótulo  | Ref.   |
| -------------- | ----------------------- | ----------------------------------- | ------- | ------ |
| Vários         | 15 de novembro de 2016  | Download digital                    | RECORDS |        |
| Estados Unidos | 10 de janeiro de 2017   | 40 principais rádios                | RECORDS | [ 13 ] |
| Estados Unidos | 6 de fevereiro de 2017  | Rádio contemporâneo adulto quente   | RECORDS | [ 14 ] |
| Estados Unidos | 22 de abril de 2017     | Vinil                               | RECORDS | [ 15 ] |
| Estados Unidos | 13 de dezembro de 2016  | Download digital - Versão acústica  | RECORDS |        |
| Estados Unidos | 17 de fevereiro de 2017 | Download digital - Marshmello Remix | RECORDS |        |